# 哈尔特-珀尔尼茨
哈尔特-珀尔尼茨（德語：Harth-Pöllnitz）是德国图林根州的市镇，隶属于格赖茨县。总面积为55.62平方千米，截至2023年12月31日总人口为2,680人。